# Bucoleion
El Bucoleion (en griego antiguo: Βουκόλειον, romanizado: Būkoleion o Boukoleion) era un antiguo edificio utilizado por el arconte basileus de Atenas, Grecia. Estaba situado en los alrededores de la llamada Ágora arcaica de la ciudad, en la zona del actual barrio de Plaka.
Se construyó en la época arcaica, no más tarde del 500 a. C. Fue utilizado por el arconte basileus hasta principios del 400 a. C., cuando su sede se trasladó a la llamada Estoa Basileos, en la nueva Ágora de Atenas. El arconte real era el responsable de los casos jurídicos y religiosos graves. Como la esposa del arconte se casaba ritualmente con Dioniso cada año, el edificio pudo haber sido utilizado para esta ceremonia y también fue utilizado por el culto a Dioniso de otras maneras.Más tarde, cuando el edificio dejó de utilizarse, pudo haber sido sustituido por un gimnasio, por ejemplo el de Ptolomeo.
Cerca del Bucoleion se encontraban el Pritaneo, el Basileion, el Epiliqueo y el Tesmoteteo, entre otros. Se ha sugerido que el Bucoleion era en realidad un nombre posterior del Basileo, por lo que se trataría del mismo edificio.